# ОШ „Милутин Јеленић” Горња Трнава
 Основна школа „Милутин Јеленић“  основана је 30. новембра 1869. године. То је осморазредна школа у Горњој Трнави, kojoj територијално припадају издвојене четвороразредне школе у Доњој Трнави, Светлићу и Витлини.

## Први записи о школи
Учитељ Данило Лучић одлучио је 1. септембра 1898. године да започне писање летописа Основне школе у Трнави. Трагао је и дошао до података, који су му омогућили да прати развој школе од 1869/70. - њеног почетка, па даље, до свог одласка из Трнаве за Крагујевац 1921/22. године. После њега, летопис је вођен још пет година. Учитељ Лучић је брижљиво прикупио податке о развоју школе, а затим се двадесетак и више година појавио у летопису као сведок догађања. Постојање овог летопоиса омогућио је стварни увид у развој школе у Трнави, али још и више, даје слику стања развоја школства у овом крају за неколико деценија. Увид у летопис омогућује:
- повремено праћење догађаја који су се одражавали и на Школу (ратови, смене владе и министара просвете, промене у систему образовања, прилике у селу, смене вођења општине и школског одбора...)
- увид у бројчано кретање ученика, одељења и имена учитеља
- начине оцењивања ученика, неке облике стручног усавршавања наставника, излете и екскурзије, епидемије ученика, могућности комбиновања одељења...
- имена:добротвора школе, погинулих ученика у ратовима, изасланика министара просвете, пароха, школских надзорника... и
- садржаје задатака, нарочито оних из рачуна, које су ученици добијали на испитима или при другом проверавању знања.

Када се оваквом документу додају и изјаве преживелих ученика, учини увид у остатке уписница и других докумената може се и говорити о развоју.
Тако, летопис школе у Трнави постаје слика једног рада, али и документ битан за праћење развоја школства у Србији.

## Историја
Поуздано се зна да је село Трнава добило школу 30. новембра 1869. године. Први учитељ у школи је био Милош Домановић.
Школска зграда имала је учионицу, две собе и кухињу са предсобљем. Школа је започела рад са 31-им учеником, али је испиту приступило само 20 ученика. Изасланик Министарства просвете Србије, Стојан Новаковић, оценио је рад школе и учитеља оценом добар. Одато је посебно признање, председнику општине Ђорђу Стојковићу за залагање око стварања школе. Први учитељ је у школи био само једну школску годину, па га је заменио Атанасије Ристић, који је учио децу Трнаве следеће четири године. Школа је била троразредна од 1871. године до 1874., па је трећи разред укинут, само у тој години. Вероватно, разлог за укидање је мали број ученика јер следеће три године трећи разред је похађало по двоје или четворо ђака. Број ученика све до 1877. године у сва три разреда био је од 20. до 30., али од 1879. он се сваке године повећава, тако да је већ осамдесетих година прелазио педесет. Ученике је учио по један учитељ и то, после Ристића, учитељи су били: Милија Лазаревић, Светозар Буђевац, Милан Петровић (до 1881). Сви су они оцењивали оценом добар, а само је једном, Милија Лазаревић, оцењен одличним, ред са добрим "а чистоћа да буде боља".
Рат с Турцима прекинуо је рад школе 1875/76. године. Школа у Трнави добила је 1881. године за учитеља Милутина Јеленића, сина Петра Јеленића, председника општине у Трнави. Милутин се у школи задржао више од десет година. Оцењиван је одличним оценама. Имао је много ученика, а први пут, школске 1883/84. Школа у Трнави постаје и четвороразредна. Број ученика се повећавао, тако да је већ 1887/88. године, учитељ Јеленић сам радио са седамдесет шест ученика. Био је то разлог да се захтева отварање још једног одељења. Дом Вујице Марковића, претворен у судницу Општине, искоришћен је за ново одељење. Трнава је добила још једног учитеља - Михаила Петровића. Занимљиво је, да су учитељи извршили поделу по редоследу (први-други и трећи-четврти). Долазак још једног учитеља је изузетно повећао прилив ученика у први разред. Школа у Трнави имала је деведесетих година имала је већ више од сто ученика, а било је година када се у први разред уписивало и по седамдесет ђака. Уочљиво је, нагло смањивање ученика после другог разреда. Вероватно, све оно што није желело да учи даље, задовољавало се само описмењавањем. Тако, на пример школске 1890. године у првом и другом разреду наставу похађа 96 ученика, а у трећем само пет. Мештани Трнаве уочили су да морају мењати услове рада школе и учитеља. Био је то разлог да школске 1892/93. село започне са сакупљањем новца за изградњу нове школе. Стрпљиво и вишегодишње сакупљање новца, дало је резултате, па је школска зграда почела да се изграђује 1904. године, а ученици су ушли у три учионице 1907. године. Подигнута су и два стана за учитеље.

### Школа током ратова
Долазе године рата. Први, па други Балкански рат. Трнавци су на фронту. Учитељ бележи имена својих ученика погинулих или несталих у ратовима. Забележио је 36 имена палих у Призрену, Прешеву, Брдици, Скадру, Нишу, Црном Врху...
Долази Први светски рат. Он је још погубнији за људе Трнаве. И учитељ Лучић је на фронту. Школа није радила до 1917. године, а тада је започела са окупљањем ученика. Други светски рат оставио је дубоке трагове на школу у Трнави. Туга је, али истина, учитељ Братислав Живановић, убијен у школској згради, а учитељ Милован Павловић изведен је из школске зграде и заклан.

### Школа после ратова
Школа у Трнави се развијала. Сваке године повећавао се број ученика па и уитеља. Школа има пет учитеља. Нарочито су и даље велики први и други разреди, па учитељи уче посебно ове разреде. Школа у Трнави је до 1954. године четвороразредна, а онда сваке следеће године добија по разред више, тако да је од школске 1957/58. године постоји као осморазредна.
Школа у Трнави је 1962. године узела име Милутина Јеленића и на тај начин још једном потврдила своју блискост са средином у којој живи и ради. Збор радних људи школе донео је 12. априла 1982. године одлуку о изградњи новог школског објекта. Зграда је завршена школске 1984/85. године. Добијен је савремен објекат са осам учионица, радионицом, припремном просторијом, библиотеком, простором за више намена, кухињом и другим просторијама.

## Школа данас
Данас основна школа "Милутин Јеленић" броји око 360 ученика. Ученици су распоређени у четири одељења нижих разреда и осам одељења виших разреда. Напосредним васпитним и образовним радом у школи бави се 25 учитеља, наставника и професора. Школа има и осам помоћних радника. У оквиру школе се налази и предшколска установа. Препун је ходник нове школске зграде диплома, захвалница, похвала, награда за успехе на бројним такмичењима ученика, учешће у разноврсним акцијама, цртежи ученика... Хор и рецитатори школе наступају на свим приредбама. Сваке године се организује свечана прослава Дана школе и школске славе Светог Саве. Сваке године се организују ђачке екскурзије.
Школа има и леп дворишни простор за игру, разоноду и одмор ученика али и полигон за саобраћај, игралишта за мале спортове, цвећњак.. Улаз у школу краси биста Милутина Јеленића.